# Bader Al-Mutawa
Bader Al-Mutawa, född 10 januari 1985 i Kuwait City, är en fotbollsspelare som anses vara en av Kuwaits bästa genom tiderna.

## Karriär
Under hela sin karriär har han tillhört Qadsia i hemlandet Kuwait, bortsett från utlåningar till Qatar SC och saudiska Al-Nassr. Han har vunnit ligan i Kuwait vid sju tillfällen. I juli 2012 var han på provspel hos Nottingham Forest där han imponerade så mycket att han fick ett kontrakt, men Al-Mutawa fick inget arbetstillstånd och övergången uteblev. Al-Mutawa har vid tre tillfällen blivit nominerad till årets spelare i Asien, där han blev tvåa 2006, trea 2010 och nominerad till topp femton 2007.
För Kuwaits landslag var han med och vann Gulf Cup 2010. Han har gjort 152 landskamper och 47 mål.